# اسکار فیشر (پزشک)
اسکار فیشر (چکی: Oskar Fischer؛ ۱۲ آوریل ۱۸۷۶ – ۲۸ فوریهٔ ۱۹۴۲) یک روانپزشک و آسیب‌شناس اعصاب اهل جمهوری چک بود.
وی در یک خانوادهٔ آلمانی‌زبان در بوهم به‌دنیا آمد. اسکار فیشر دانش‌آموختهٔ دانشگاه کارلف و دانشگاه استراسبورگ بود و بعدها «پلاک‌های پیری» (senile plaques) را در بافت مغزی مبتلایان به زوال عقل کشف کرده و شرح داد.
تقریباً سه سال پس از اشغال چکسلواکی توسط آلمان نازی، اسکار فیشر توسط گشتاپو دستگیر شد و اردوگاه کار اجباری ترزینشتات فرستاده شد. در آنجا، وی در ۲۸ فوریه ۱۹۴۲ بر اثر حملهٔ قلبی درگذشت.
پژوهش‌ها و مطالعات او در زمینهٔ زوال عقل و بیماری آلزایمر بار دیگر از سال ۲۰۰۸ میلادی مورد توجه محافل علمی پزشکی قرار گرفت. یکی از دلایل آنکه کارهای او پیش از این، مورد توجه واقع نشده بود، تنش‌های ملی‌گرایانه و یهودستیزی در دوران حیاتش و همچنین رقابت مابین دانشگاه‌های پزشکی پراگ و مونیخ بود.